# Tisbe de Souza Andrade
Tisbe de Souza Andrade Silva (Curitiba, 14 de janeiro de 1992) é uma nadadora paralímpica brasileira. Foi medalhista nos Jogos Parapan-Americanos de 2019.

## Biografia
Tisbe nasceu com artrogripose múltipla, que afeta as articulações e musculatura dos quatro membros. Iniciou na natação com dez anos, por indicação da fisioterapeuta.
Passou a se dedicar à natação competitiva em 2013. Quase desistiu do esporte em 2017 após várias trocas de categorias, mas seguiu nas competições e garantiu a convocação para os Jogos Parapan-Americanos de 2019, em Lima, no Peru.
No Peru, Tisbe competiu nos 50 metros costas com atletas das categorias S5 e S4, levando a medalha de bronze.